# Kościół św. Anny w Różanie
Kościół świętej Anny w Różanie – rzymskokatolicki kościół parafialny należący do dekanatu Różan diecezji łomżyńskiej.

## Historia
Obecna świątynia murowana została ufundowana zapewne przez królową Annę Jagiellonkę w 1. połowie XVI stulecia, od 1609 roku budowla była wielokrotnie przebudowywana. W latach 1780 i 1837 świątynia została gruntownie wyremontowana. W latach 1907–1913 dzięki staraniom księdza proboszcza Remigiusza Jankowskiego i księdza proboszcza Klemensa Sawickiego kościół został ostatni raz przebudowany według projektu architekta Stefana Szyllera. Rozebrana została środkowa część korpusu i został wybudowany nowy, prostopadły do dawnej osi świątyni. Dawne prezbiterium oraz zachodnia część nawy zostały przebudowane na kaplice tworzące coś w rodzaju transeptu. Powstała wtedy obecna neogotycka budowla.
Podczas pierwszej i drugiej wojny światowej świątynia została poważnie zniszczona. Odbudowywali ją w latach 1940–1977 księża proboszczowie: Stanisław Puchaczewski i Kazimierz Maj. W latach 1993–2000 dzięki staraniom księdza proboszcza Jana Pawłowskiego budowla została przykryta blachą miedzianą i zabezpieczona przed wilgocią. Od 2002 roku dzięki staraniom księdza proboszcza Ryszarda Kłosińskiego, została poddana renowacji polichromia a także zlecono aranżację wnętrza świątyni profesorowi Akademii Sztuk Pięknych w Warszawie, panu Pawłowi Jakubowskiemu.

## Galeria

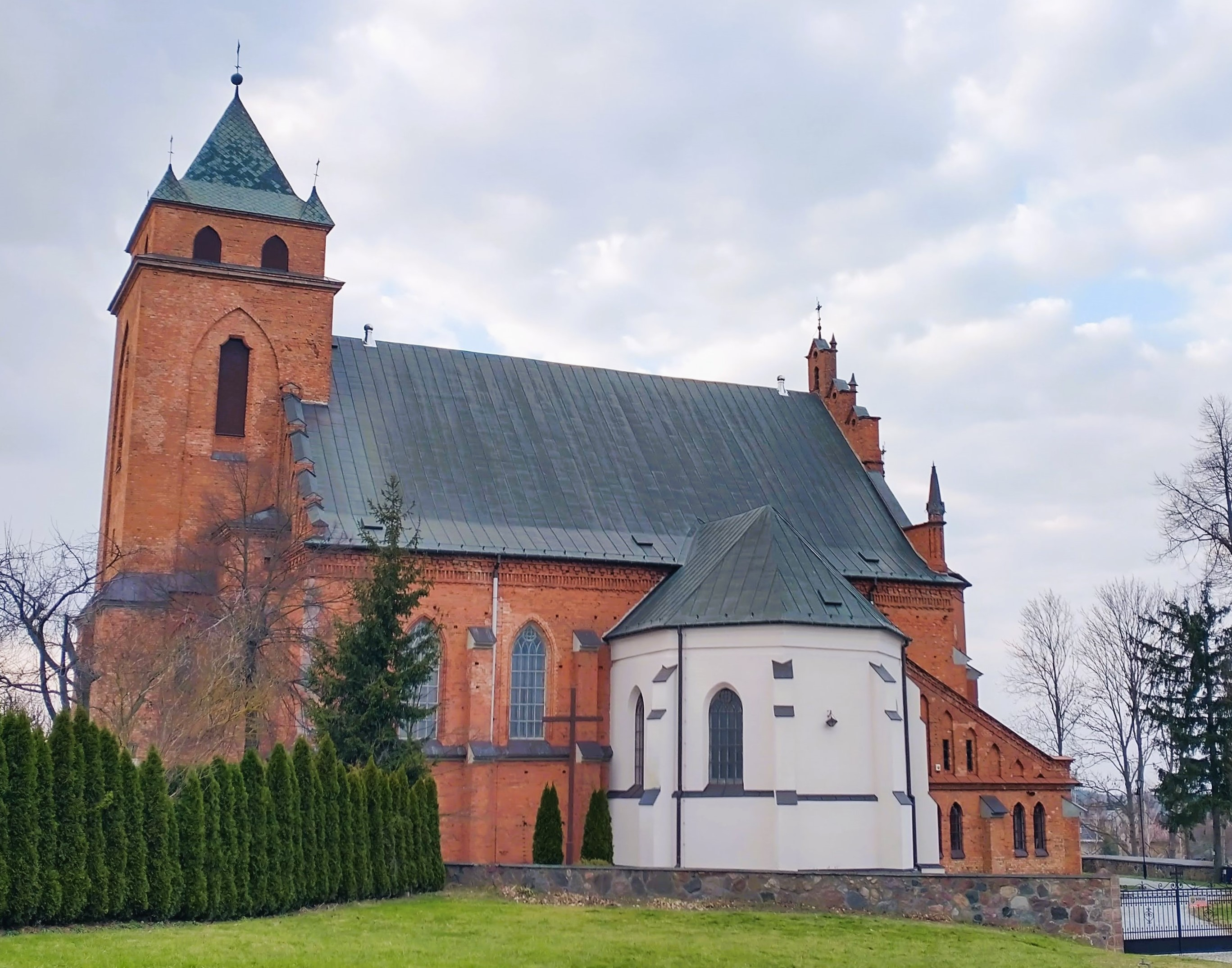
Widok od południa
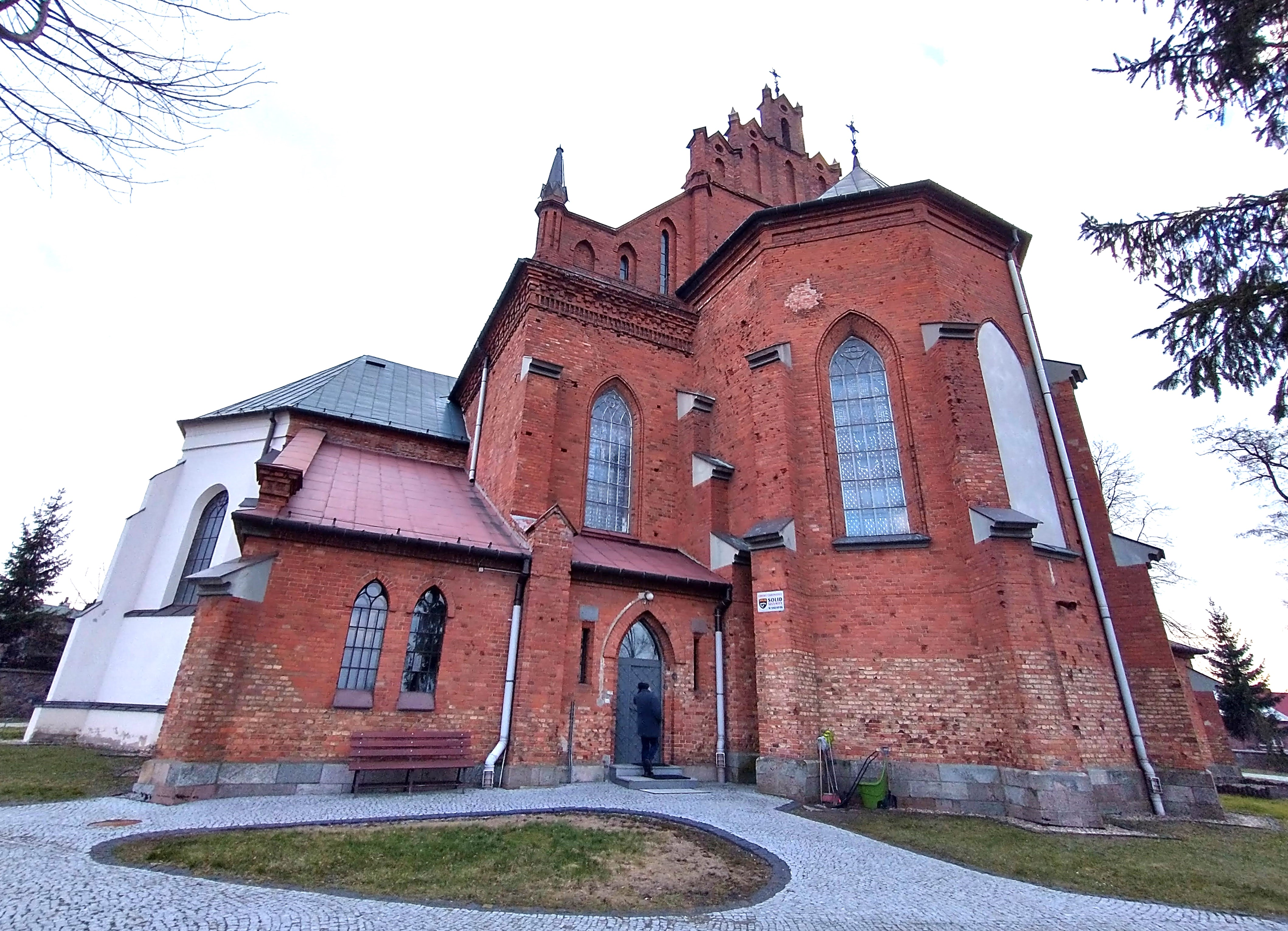
Widok od prezbiterium
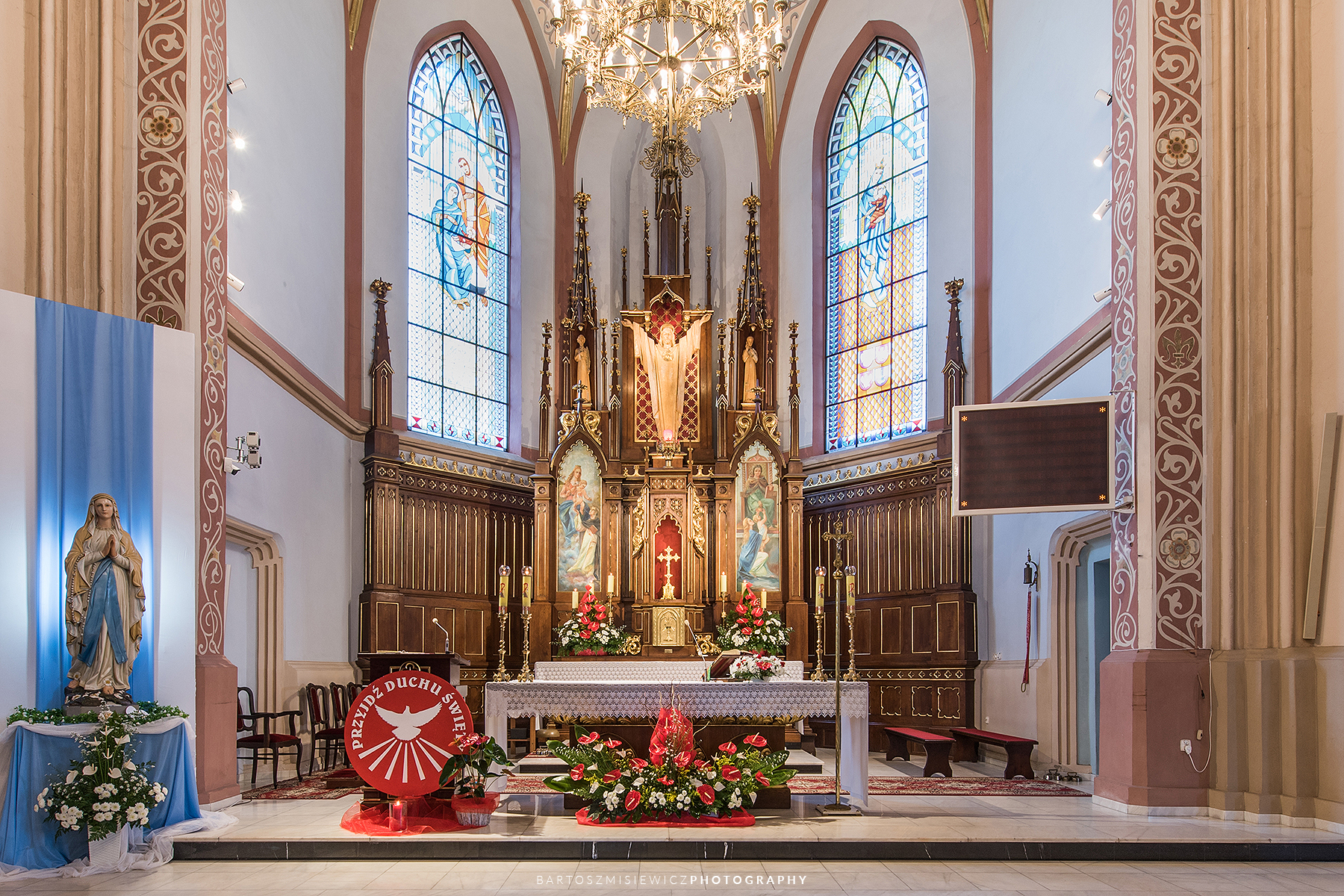
Ołtarz główny Kościoła św. Anny w Różanie (fot. B. Misiewicz)
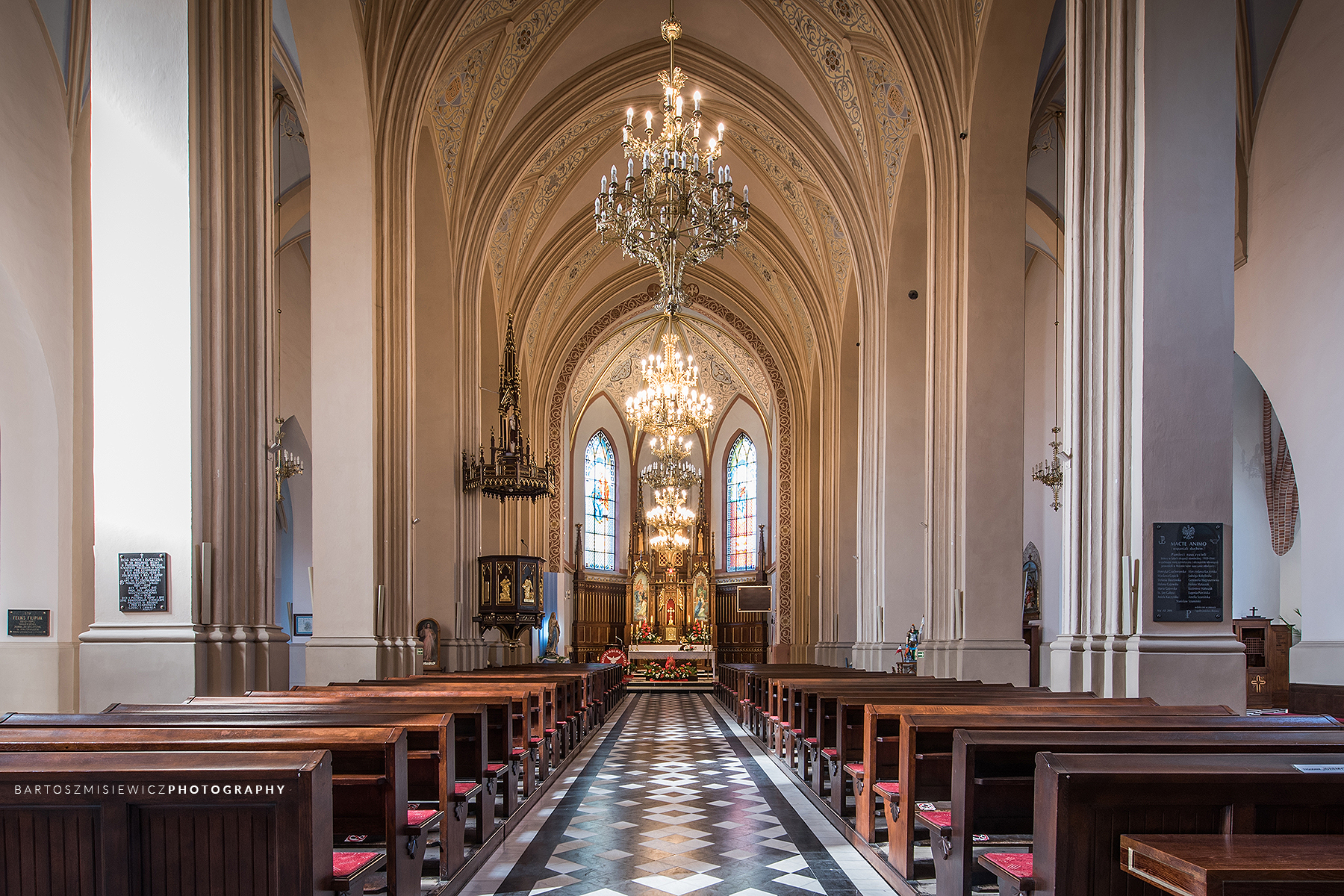
Wnętrze Kościoła św. Anny w Różanie (fot. B. Misiewicz)
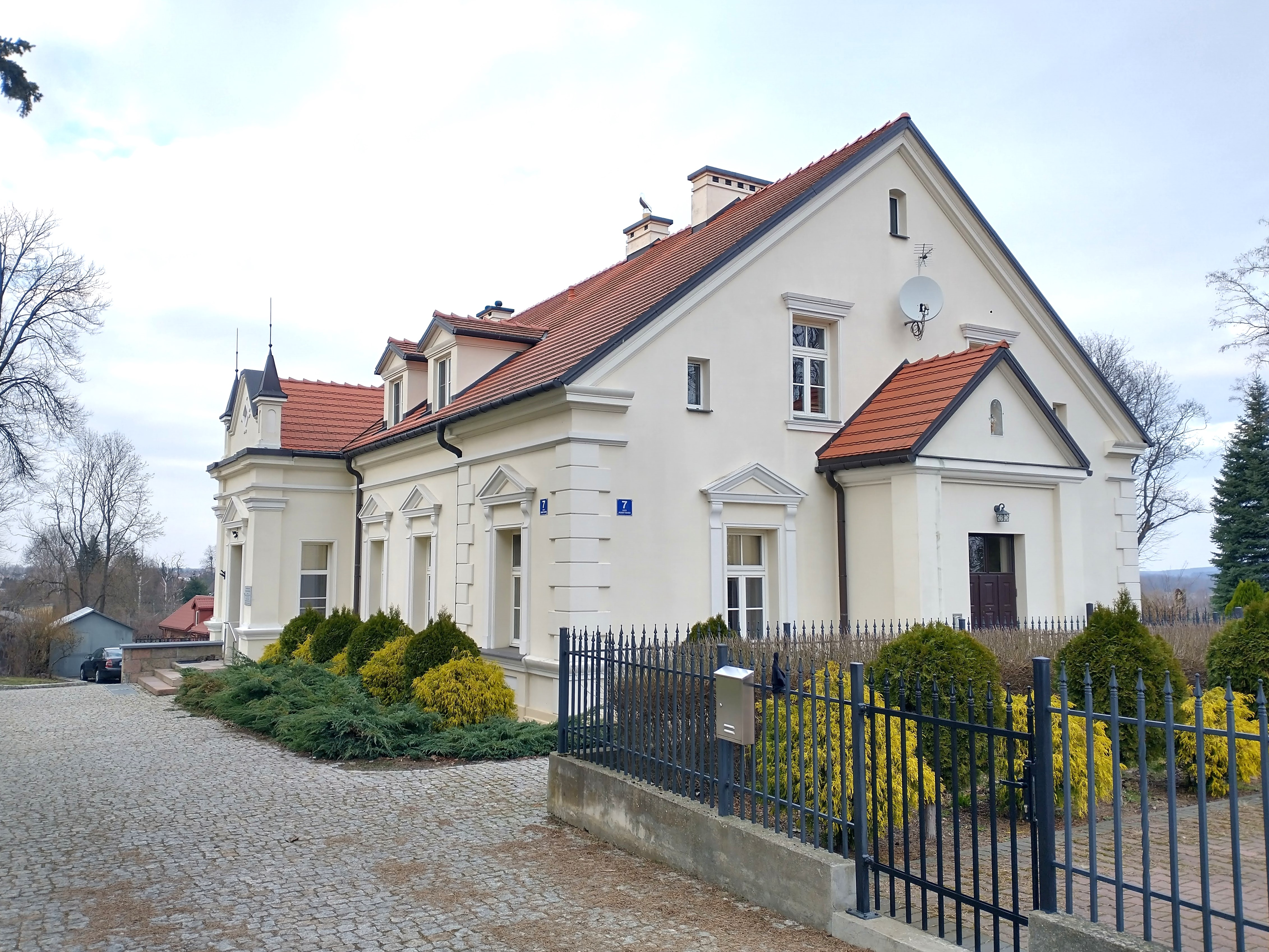
Plebania
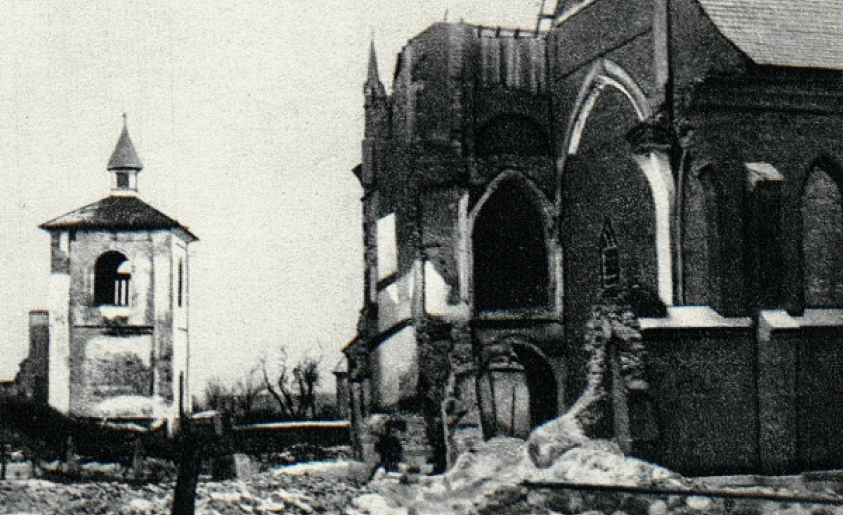
Zniszczony kościół podczas I wojny światowej